# ساکار (مالی زوورنیک)
ساکار (به صربی: Sakar) یک منطقهٔ مسکونی در صربستان است که در مالی زوورنیک واقع شده‌است. ساکار ۴۵۲ نفر جمعیت دارد.